# Is This Desire
Is This Desire? è il quarto album di PJ Harvey.
Acclamato come uno dei lavori più coraggiosi della cantautrice, segna un sostanziale distacco dal rock ruvido dei precedenti lavori per accogliere atmosfere più quiete e soffuse grazie al massiccio impiego dell'elettronica.

## Tracce
1. Angelene – 3:34
2. The Sky Lit Up – 1:52
3. The Wind – 4:01
4. My Beautiful Leah – 1:59
5. A Perfect Day Elise – 3:06
6. Catherine – 4:05
7. Electric Light – 3:04
8. The Garden – 4:12
9. Joy – 3:40
10. The River – 4:52
11. No Girl So Sweet – 2:45
12. Is This Desire? – 3:25

## Classifiche
| Classifica (2021) | Posizione massima |
| ----------------- | ----------------- |
| Grecia            | 7                 |